# Topeka (U-Boot)
Die USS Topeka (SSN-754) ist ein Atom-U-Boot der United States Navy und gehört der Los-Angeles-Klasse an. Sie ist benannt nach der Stadt Topeka in Kansas.

## Geschichte
Der Auftrag, SSN-754 zu bauen, erging 1983 an Electric Boat. Im Dock der zum General-Dynamics-Konzern gehörenden Werft wurde im Mai 1986 der Kiel des Bootes gelegt, Anfang 1988 fand der Stapellauf statt. Als Taufpatin agierte dabei Elizabeth Dole. Die offizielle Indienststellung der Topeka fand 1989 statt. Heimathafen war Pearl Harbor.
Auf einer der ersten sechsmonatigen Einsatzfahrten 1992 ging der Topeka fast die Verpflegung  aus. Auf der Fahrt nach Australien mussten die Lebensmittel streng rationiert werden.
Während des Jahrtausendwechsels war die Topeka im Pazifik unterwegs und überquerte die Datumsgrenze, so dass die Besatzung theoretisch zwei Millenniumsfeiern abhalten konnte (praktisch gilt auf allen U-Booten der Navy Zulu-Zeit). 2002 verbrachte das U-Boot in der Pearl Harbor Naval Shipyard, wo die Topeka modernisiert und überholt wurde. Danach verlegte sie ihren Heimathafen nach San Diego.
2003 durchschnitt das getauchte U-Boot die Schlepptaue zwischen einem Schlepper und einer Barke. Schäden entstanden an keinem der Schiffe. 2004 operierte das Boot im Operationsgebiet der Siebten Flotte und erhielt für „Einsätze im Rahmen der Nationalen Sicherheit“ die Naval Expeditionary Medal und die Navy Unit Commendation Medal.
Im Oktober 2007 verlegte die Topeka für sechs Monate in den westlichen Pazifik, ebenso im Juni 2009. Während dieser Fahrt nahm sie an Übungen mit der Royal Australian Navy teil. Im Oktober 2010 übte die Topeka zusammen mit ihrer Schwester Asheville und der chilenischen Thomson, einem Boot der deutschen Klasse 209. Besonders im Fokus stand dabei, ein modernes diesel-elektrisches Boot zu erfassen und dessen Charakteristiken kennenzulernen. Im März 2012 verlegte die Topeka erneut in den Westpazifik.

## In der Fiktion
Die Topeka spielte eine Rolle in der ersten Episode der Fernsehserie Surface – Unheimliche Tiefe. Außerdem ist die Topeka als ein russisches U-Boot des Projekts 667BDRM in der fünften Staffel von 24 zu sehen. Auch in Transformers – Die Rache taucht die Topeka als Bewachungs-U-Boot für den versenkten „Megatron“ auf.